# Božetice
Božetice (en allemand : Boschetitz) est une commune du district de Písek, dans la région de Bohême-du-Sud, en République tchèque. Sa population s'élevait à 363 habitants en 2020.

## Géographie
Božetice se trouve à 27 km au sud-ouest de Pisek, à 53 km au nord de České Budějovice et à 70 km au sud de Prague.
La commune est limitée par Přeštěnice au nord-ouest, par Vlksice et Nadějkov au nord, par Jistebnice à l'est, par Opařany et Sepekov au sud, et par Přeštěnice à l'ouest.

## Histoire
La première mention écrite du village date de 1291.

## Transports
Par la route, Božetice se trouve à 8 km de Milevsko, à 36,3 km de Písek, à 67,5 km de Ceské Budejovice et à 97 km de Prague.